# Geoconda Navarrete
Geoconda Navarrete Arratia (Victoria, 8 de septiembre de 1969) es una asistente Social y política chilena integrante del partido Evolución Política. Desde marzo de 2018 y hasta enero de 2021 se desempeñó como Intendenta de la Región de Aysén. Actualmente se desempeña como miembro de la Convención Constitucional de Chile en representación del distrito n° 27, desde julio de 2021.

## Biografía
Nació el 8 de septiembre de 1969 en Victoria, Región de La Araucanía.
Ingresó a estudiar trabajo social a la Universidad de Concepción, titulándose de Asistente Social. Además, posee múltiples diplomados: Navarrete es Diplomada en Mediación Familiar de la Pontificia Universidad Católica de Chile; Diplomada en Gerencia Social y Políticas Públicas en la Facultad Latinoamericana de Ciencias Sociales; Diplomada en Estudios de Género de la Universidad de Chile; Diplomada en Formulación, Evaluación y Monitoreo de Programas y Proyectos Sociales en FLACSO-Chile, y Diplomada en Gestión de Relaciones Laborales de la Pontificia Universidad Católica de Valparaíso.

## Trayectoria pública
Entre los años 1995 y 2010 integró el Servicio de Vivienda y Urbanización de la Región de Aysén, como encargada de liderar la aplicación de los programas habitacionales en la región. Fue presidenta del Colegio de Asistentes Sociales de Chile, del Consejo Regional de Aysén, y antes se desempeñó como Secretaria General de la Agrupación Nacional de Empleados Fiscales (ANEF) de la misma región.
Entre abril de 2010 y marzo de 2014 fue Secretaria Regional Ministerial de Desarrollo Social en Aysén. Luego fue la encargada de la Unidad Asistencial de la Municipalidad de Aysén y, a partir de diciembre de 2016, asumió como administradora municipal de la Municipalidad de Cisnes, cargo que desempeña a la fecha. En noviembre de 2017 compitió como candidata a Diputada por el Distrito 27 de la Región de Aysén, no siendo electa.
En marzo de 2018 fue llamada por el presidente Sebastián Piñera, para ser la Intendenta de la Región de Aysén del General Carlos Ibáñez del Campo, cargo en el que se mantuvo hasta el 11 de enero de 2021, tras renunciar para presentarse como candidata a las elecciones de convencionales constituyentes de 2021, en donde resultó electa por el distrito 27.

## Historial electoral

### Elecciones parlamentarias de 2017
- Elecciones parlamentarias de 2017 a diputado por el distrito 27 (Aysén, Chile Chico, Cisnes, Cochrane, Coyhaique, Guaitecas, Lago Verde, O'Higgins, Río Ibáñez y Tortel)[6]

| Candidato                   | Pacto                    | Partido | Votos | %    | Resultados |
| --------------------------- | ------------------------ | ------- | ----- | ---- | ---------- |
| Miguel Ángel Calisto Águila | Convergencia Democrática | DC      | 8780  | 24.8 | Diputado   |
| Aracely Leuquén Uribe       | Chile Vamos              | RN      | 3896  | 11.0 | Diputada   |
| Néstor Mera Muñoz           | Chile Vamos              | UDI     | 3732  | 10.5 |            |
| René Alinco Bustos          | La Fuerza de la Mayoría  | IND-PPD | 3117  | 8.8  | Diputado   |
| Jorge Calderón Núñez        | La Fuerza de la Mayoría  | PRSD    | 3092  | 8.7  |            |
| Marisol Martínez Sánchez    | La Fuerza de la Mayoría  | PS      | 3076  | 8.7  |            |
| Geoconda Navarrete Arratia  | Chile Vamos              | Evópoli | 1472  | 4.2  |            |

### Elecciones de convencionales constituyentes de 2021
- Elecciones de convencionales constituyentes de 2021, para convencional constituyente por el Distrito 27 (Aysén, Chile Chico, Cisnes, Cochrane, Coyhaique, Guaitecas, Lago Verde, O'Higgins, Río Ibáñez y Tortel)[7]

| Candidato                   | Pacto                      | Partido | Votos | %     | Resultados                 |
| --------------------------- | -------------------------- | ------- | ----- | ----- | -------------------------- |
| Tomás Laibe Sáez            | Lista del Apruebo          | PS      | 4.291 | 13.11 | Convencional Constituyente |
| Geoconda Navarrete Arratia  | Vamos por Chile            | EVO     | 3.404 | 10,40 | Convencional Constituyente |
| Viviana Betancourt Gallegos | Lista del Apruebo          | PS      | 2.462 | 7,52  |                            |
| Marcos Vargas Aceituno      | Vamos por Chile            | RN      | 2.284 | 6,98  |                            |
| Yarela Gómez Sánchez        | Apruebo Dignidad           | ILYQ    | 2.259 | 6,90  | Convencional Constituyente |
| Paulina Ruz Delfín          | Lista del Apruebo          | PPD     | 1.829 | 5,59  |                            |
| Patricio Segura Ortiz       | A Pulso, Por el Buen Vivir | ILXC    | 1.812 | 5,54  |                            |